# Steve Houanard
Steve Houanard (Parijs, 2 april 1986) is een Frans voormalig wielrenner die beroepsrenner was tussen 2008 en 2012 en die laatst reed bij AG2R La Mondiale.
Op 9 oktober 2012 werd bekend dat hij tijdens een op 21 september 2012 afgenomen dopingcontrole positief testte op epo.

## Belangrijkste overwinningen
2007
- Eindklassement Tour Nivernais Morvan

2008
- Trophée des Champions

2012
- Ploegenklassement Tirreno-Adriatico

## Resultaten in voornaamste wedstrijden
| Jaar | Ronde van Italië | Ronde van Frankrijk | Ronde van Spanje |
| ---- | ---------------- | ------------------- | ---------------- |
| 2010 |                  |                     |                  |
| 2011 |                  |                     | 133e             |
| 2012 |                  |                     |                  |

| Jaar | Gent-Wevelgem | Ronde van Vlaanderen | Parijs-Roubaix |
| ---- | ------------- | -------------------- | -------------- |
| 2010 | 83e           | opgave               | buit.tijd      |
| 2011 | 93e           | 103e                 | opgave         |
| 2012 |               | opgave               | opgave         |